# Franchot Tone
Stanislaus Pascal Franchot Tone (27 de fevereiro de 1905 - 18 de setembro de 1968) foi um ator estadunidense. Ele foi indicado ao Oscar por seu papel em O Grande Motim, estrelando ao lado de Clark Gable e Charles Laughton. Além disso, foi protagonista em muitos filmes e apareceu como ator convidado em episódios de várias séries de televisão, incluindo The Twilight Zone e The Alfred Hitchcock Hour.

## Filmografia
| Ano  | Título                               | Papel                               | Nota(s)                                                      |
| ---- | ------------------------------------ | ----------------------------------- | ------------------------------------------------------------ |
| 1932 | The Wiser Sex                        | Phil Long                           |                                                              |
| 1933 | Today We Live                        | Ronnie                              |                                                              |
| 1933 | Gabriel Over the White House         | Hartley "Beek" Beekman              |                                                              |
| 1933 | Midnight Mary                        | Thomas "Tom" Mannering, Jr.         |                                                              |
| 1933 | The Stranger's Return                | Guy Crane                           |                                                              |
| 1933 | Stage Mother                         | Warren Foster                       |                                                              |
| 1933 | Bombshell                            | Gifford Middleton                   |                                                              |
| 1933 | Dancing Lady                         | Tod Newton                          |                                                              |
| 1934 | Moulin Rouge                         | Douglas Hall                        |                                                              |
| 1934 | Sadie McKee                          | Michael Alderson                    |                                                              |
| 1934 | The World Moves On                   | Richard Girard                      |                                                              |
| 1934 | The Girl from Missouri               | T.R. Paige, Jr.                     | Título alternativo: 100 Per Cent Pure, Born to Be Kissed     |
| 1934 | Straight Is the Way                  | Benny                               |                                                              |
| 1934 | Gentlemen Are Born                   | Bob Bailey                          |                                                              |
| 1935 | The Lives of a Bengal Lancer         | Lieutenant Forsythe                 |                                                              |
| 1935 | One New York Night                   | Foxhall Ridgeway                    |                                                              |
| 1935 | Reckless                             | Robert "Bob" Harrison, Jr.          |                                                              |
| 1935 | No More Ladies                       | Jim "Jimsy Boysie" Salston          |                                                              |
| 1935 | Mutiny on the Bounty (filme de 1935) | Midshipman Roger Byam               | Nomeado para o Oscar de Melhor Ator                          |
| 1935 | Dangerous                            | Don Bellows                         |                                                              |
| 1936 | Exclusive Story                      | Dick Barton                         |                                                              |
| 1936 | The Unguarded Hour                   | Sir Alan Dearden                    |                                                              |
| 1936 | The King Steps Out                   | Emperor Franz Josef                 |                                                              |
| 1936 | Suzy                                 | Terry                               |                                                              |
| 1936 | The Gorgeous Hussy                   | John Eaton                          |                                                              |
| 1936 | Love on the Run                      | Barnabus W. "Barney" Pells          |                                                              |
| 1937 | Quality Street                       | Dr. Valentine Brown                 |                                                              |
| 1937 | They Gave Him a Gun                  | James "Jimmy" Davis                 |                                                              |
| 1937 | Between Two Women                    | Allan Meighan                       |                                                              |
| 1937 | The Bride Wore Red                   | Giulio                              |                                                              |
| 1938 | Man-Proof                            | Jimmy Kilmartin                     |                                                              |
| 1938 | Love Is a Headache                   | Peter Lawrence                      |                                                              |
| 1938 | Three Comrades                       | Otto Koster                         |                                                              |
| 1938 | Three Loves Has Nancy                | Robert "Bob" Hanson                 |                                                              |
| 1938 | The Girl Downstairs                  | Paul / Mr. Wagner                   |                                                              |
| 1939 | Fast and Furious                     | Joel Sloane                         |                                                              |
| 1940 | Trail of the Vigilantes              | "Kansas" / Tim Mason                |                                                              |
| 1941 | Nice Girl?                           | Richard Calvert                     |                                                              |
| 1941 | She Knew All the Answers             | Mark Willows                        |                                                              |
| 1941 | This Woman Is Mine                   | Robert Stevens                      |                                                              |
| 1942 | The Wife Takes a Flyer               | Christopher Reynolds                |                                                              |
| 1942 | Star Spangled Rhythm                 | John in Card-Playing Skit           |                                                              |
| 1943 | Five Graves to Cairo                 | Cpl. John J. Bramble / "Paul Davos" |                                                              |
| 1943 | Pilot No. 5                          | George Braynor Collins              |                                                              |
| 1943 | His Butler's Sister                  | Charles Gerard                      |                                                              |
| 1943 | True to Life                         | Fletcher Marvin                     |                                                              |
| 1944 | Phantom Lady                         | Jack Marlow                         |                                                              |
| 1944 | The Hour Before the Dawn             | Jim Hetherton                       |                                                              |
| 1944 | Dark Waters                          | Dr. George Grover                   |                                                              |
| 1945 | That Night with You                  | Paul Renaud                         |                                                              |
| 1946 | Because of Him                       | Paul Taylor                         |                                                              |
| 1947 | Lost Honeymoon                       | Johnny Gray                         |                                                              |
| 1947 | Honeymoon                            | David Flanner                       |                                                              |
| 1947 | Her Husband's Affairs                | William "Bill" Weldon               |                                                              |
| 1948 | I Love Trouble                       | Stuart Bailey                       |                                                              |
| 1948 | Every Girl Should Be Married         | Roger Sanford                       |                                                              |
| 1949 | Jigsaw                               | Howard Malloy                       | Titulo alternativo: Gun Moll                                 |
| 1949 | Without Honor                        | Dennis Williams                     | Titulo alternativo: Woman Accused                            |
| 1950 | The Man on the Eiffel Tower          | Johann Radek                        | Co-produtor                                                  |
| 1951 | Here Comes the Groom                 | Wilbur Stanley                      |                                                              |
| 1956 | The Little Foxes                     | Horace                              | Telefilme                                                    |
| 1957 | Uncle Vanya                          | Dr. Astroff                         | Co-produtor e co-diretor                                     |
| 1958 | Bitter Heritage                      | Frank James                         | Telefilme                                                    |
| 1961 | Witchcraft                           | Your Host                           | Telefilme                                                    |
| 1962 | Advise & Consent                     | O presidente                        |                                                              |
| 1964 | La bonne soupe                       | John K. Montasy Jr.                 |                                                              |
| 1964 | See How They Run                     | Baron Frood                         | Telefilme                                                    |
| 1965 | In Harm's Way                        | Admiral Kimmel                      |                                                              |
| 1965 | Mickey One                           | Rudy Lapp                           | Dirigido por Arthur Penn                                     |
| 1968 | Shadow Over Elveron                  | Barney Conners                      | Telefilme                                                    |
| 1968 | Nobody Runs Forever                  | Ambassador Townsend                 | Título alternativo: The High Commissioner, (final film role) |